# Lazarov Laz-7
Le Laz-7 est un avion d'entraînement militaire fabriqué en Bulgarie durant la Guerre froide. C'est le premier, et le dernier, avion entièrement bulgare à être construit en série.

## Variantes
Des prototypes améliorés sont réalisés : 

## Survivants
- Deux ZAK-1 sont conservés en Bulgarie, au Musée de l'aéronautique de Plovdiv à Kroumovo[2], à côté de l'aéroport de Plovdiv[3].
- un Laz-7 est exposé en extérieur devant le bâtiment de l'état-major de la Force aérienne bulgare dans le centre de Sofia[4].